# Темиртауский электрометаллургический комбинат

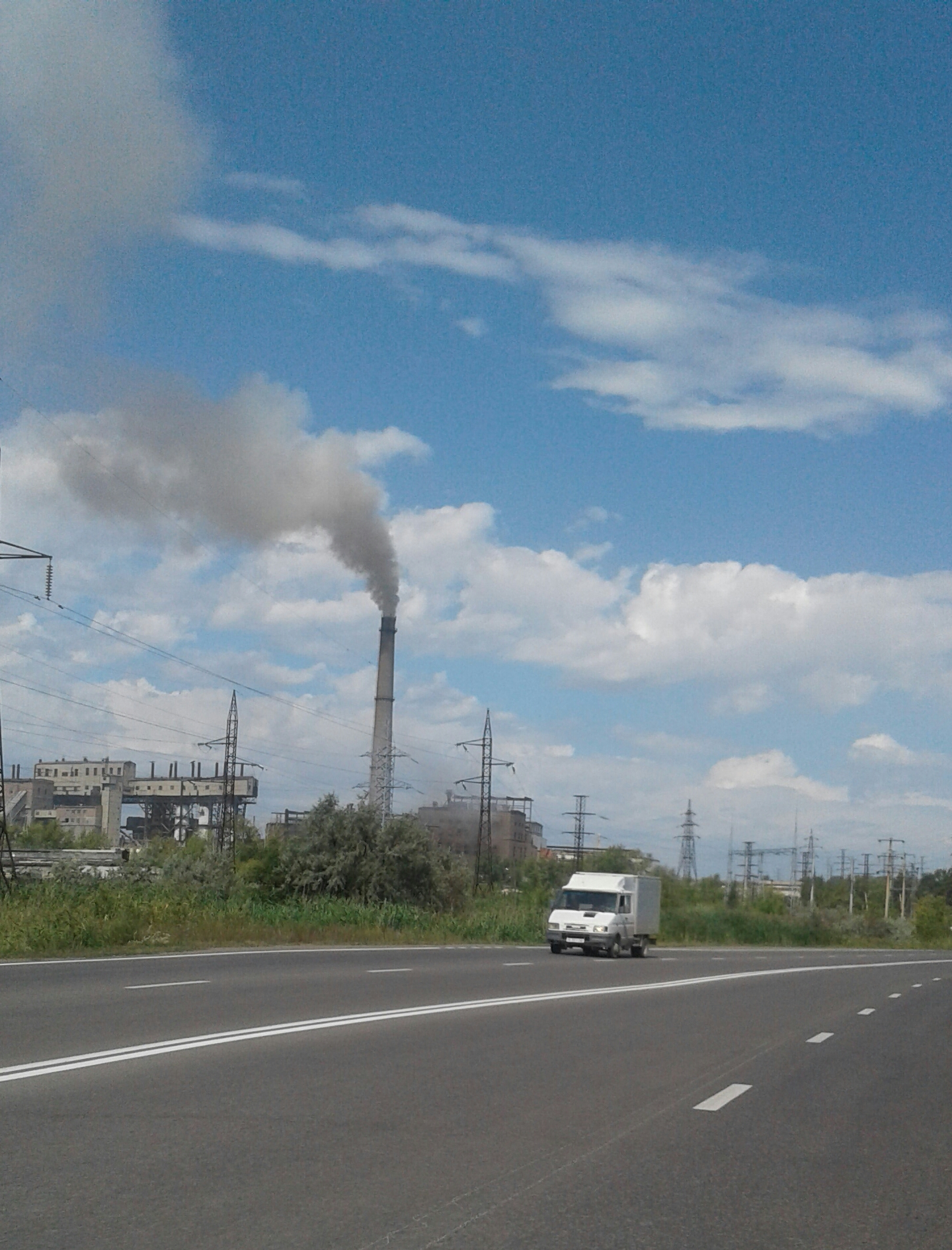

АО «Темирта́уский электрометаллургический комбинат» — казахстанская химическая, металлургическая и горнодобывающая компания. Расположена в городе Темиртау Карагандинской области.
«ТЭМК» — полностью интегрированная компания, деятельность которой охватывает все этапы, от добычи руды до производства товарного продукта. Основной деятельностью компании является добыча марганцевой руды и известняка, производство из них ферросплавов и карбида кальция, и их реализация.

## История
Карагандинский завод синтетического каучука начал строиться в апреле 1941 года, 17 июня 1943 года на нем началось производство карбида кальция, производство каучука началось лишь в 1961 году.
В 1982 году завод был переименован в производственное объединение «Карбид».
В 1994 году ПО «Карбид» было преобразовано в АО «Карбид». В том же году было создано АОЗТ «Алаш», которое
впоследствии было переименовано в АО «Темиртауский электрометаллургический комбинат»
В 1998 году АО «Карбид», было объявлено банкротом, было возбуждено и конкурсное производство и в период с 1999 по 2000 годы ТЭМК приобрело активы ликвидируемого АО «Карбид».
В 2006 был образован Темиртауский электрометаллургический комбинат, объединивший Южно-Топарское рудоуправление (ЮТРУ) и Рудоуправление «Марганец», а также Акмолинский филиал по производству строительной керамики.
В второй половине 2000 годов на заводе проводились мероприятия по очистке территории от опасных отходов прежнего карбидного производства, в том числе металлической ртути, загрязнявшей реку Нуру.

## Производство
В состав АО «ТЭМК» входят предприятия химической, металлургической и горнодобывающей промышленности:
- Химико-металлургический завод (г. Темиртау) — производство карбида кальция и ферросплавов;
- Южно-Топарское рудоуправление (ЮТРУ, п. Южный Карагандинской области) — добыча и переработка известняка;
- Рудоуправление «Марганец» — добыча и переработка марганцевых и железомарганцевых руд на рудниках «Богач» (Нуринский район Карагандинской области) и «Есымжал» (ВКО);
- Акмолинский филиал (Акмолинская область) — производство строительных материалов.

АО «ТЭМК», имея собственную сырьевую базу и производственные мощности, создал полный производственный цикл «сырье — производство — готовый продукт».
Разработана и реализуется программа комплексного развития завода. По комплексной программе восстановлено производство карбида кальция на руднотермической печи № 4. Реконструирована руднотермическая печь № 6 под производство марганцевых ферросплавов. 31 октября 2000 года был получен первый ферромарганец и в мае 2002 года получена углекислота. Развитие завода по комплексному плану продолжается. Ведутся работы по наращиванию производства марганцевых сплавов и расширению их сортамента. Для наращивания производства, ведутся работы по реконструкции руднотермической печи № 5 под производство марганцевых ферросплавов, удлиняется здание разливки, строится газоочистка.
С целью расширения сортамента марганцевых сплавов предусматривается построить, на месте старого карбидного цеха, и освоить производство рафинированных марганцевых ферросплавов с годовым объёмом производства 500 тонн низкоуглеродистого ферромарганца, 8 900 тонн среднеуглеродистого ферромарганца и 5600 тонн металлического марганца. Эти ферросплавы необходимы для производства высококачественных сталей со специальными свойствами.
Уделяя большое внимание совершенствованию технологии ферросплавов, ХМЗ АО «ТЭМК» решает вопросы сокращения экологических рисков от производственной деятельности.
Намечено строительство отделения по переработке, дроблению и сепарации марганцевых шлаков с получением фракций шлака размером:
— 0-5 мм в объёме 20 тыс. т. в год;
— 5-20 мм в объёме 32 тыс. т. в год;
— 20-40 мм в объёме 50 тыс. т. в год.
Шлаки после дробления и сортировки будут использоваться для повторной переработки и использованию при строительстве как инертный материал.
Для снижения воздействия на окружающую среду предусмотрено построить за ферросплавными печами установку газоочистки, оснащенную рукавными фильтрами.
Для снижения водопотребления, исключения сбросов промышленных вод, будет построен оборотный цикл водоснабжения.
Карбид мелкой фракции и брикеты из него могут быть использованы для десульфирации и рафинирования чугуна и стали. Работы по внедрению этой технологии ведутся совместно с немецкой фирмой Almamet Gmbh.

## Акционеры
По состоянию на 1 января 2017 единственным акционером ТЭМК с долей в 100 % является ТОО «SAT PETROCHEMICALS»
ТОО «SAT PETROCHEMICALS» входит в холдинг SAT & Company, который, в свою очередь контролируется зятем Имангали Тасмагамбетова Кенесом Ракишевым (общая доля 66,52 %) и ЕНПФ (29,09 %).